# Jacobus Barbireau
Jacobus Barbireau (tudi Barbirianus), nizozemski renesančni skladatelj, * 1455, Antwerpen, † 7. avgust 1491, Antwerpen.
Barbireauja sodobniki in današnji glasbeni zgodovinarji pojmujejo kot izvrstnega skladatelja, a je umrl precej mlad in je njegova zapuščina danes skromna.

## Življenje
Do 60. let 20. stoletja so ga zamenjevali z nekoliko starejšim skladateljem Barbingantom; ker viri iz obdobja pogosto uporabljajo različne zapise in ne vsebujejo osebnih imen skladateljev, je bilo tovrstno zamenjevanje pogosto. Po vsej verjetnosti se je Barbireau rodil v Antwerpnu, kjer sta prebivala tudi njegova starša. Leta 1482 je prejel naziv magistra umetnosti, torej je med 70. leti 15. stoletja najverjetneje študiral. Izrazil je željo po študiju z znanim humanistom in glasbenikom Rodolphusom Agricolo, ki je deloval v Ferrari in pozneje Heidelbergu, obstaja pa tudi več pisem Agricole Barbireauju; eno od njih ponuja tudi zanimive podrobnosti o življenju Barbireauja. Glede na omenjeno pismo je Barbireau leta 1484 že aktivno skladal, njegova slava pa ni presegala okvirjev rodnega Antwerpna. 
Leta 1484 je Barbireau postal vodja zbora antwerpske Katedrale in na tem položaju ostal vse do svoje smrti. Maksimilijan I. ga je precej cenil, med njegovim obiskom Budima pa ga je precej hvalila tudi kraljica Beatrice. 
Zadnjih devet let svojega živlenja je bil šibkega zdravja. Leta 1491, nedolgo po vrnitvi iz Budima, je v Antwerpu umrl. 

## Dela

### Maše
1. Missa Faulx perverse (4 glasovi)
2. Missa virgo parens Christi (5 glasov)
3. Kyrie paschale (4 glasovi)

### Motet
1. Osculetur me (4 glasovi)

### Sekularna glasba
1. Een vroylic wesen (3 glasovi)
2. Gracioulx et biaulx (3 glasovi)
3. Scon lief (3 glasovi)